# Засеев, Алан Христофорович
Ала́н Христофо́рович Засе́ев (род. 16 марта 1982, Беслан, Северо-Осетинская АССР) — российский футболист, нападающий.
Воспитанник СДЮСШОР «Юность» Владикавказ. В 1998—2001 годах играл во втором дивизионе за «Автодор» — 83 матча, 26 мячей. В 2002 году перешёл в «Аланию», за которую провёл один матч — 17 ноября в домашней игре последнего тура против «Ротора» (0:1) вышел на замену на 35-й минуте, через минут получил жёлтую карточку. В 2003 году вернулся в «Автодор», в котором закончил профессиональную карьеру в следующем году.
Участник юношеского чемпионата Европы 1999 года.